# Carter Ghazikhanian
Carter Ghazikhanian è un personaggio dei fumetti, creato da Chuck Austen (testi) e Ron Garney (disegni) nel 2002, pubblicato dalla Marvel Comics. La sua prima apparizione risale al numero 411 della serie Uncanny X-Men.

## Biografia del personaggio
Carter è figlio di Annie Ghazikhanian, infermiera presso lo Xavier Institute. Al loro trasferimento all'istituto, Carter divenne subito amico del mutante marino Sammy Paré. Con i suoi poteri mutanti tentò di aiutare Alex Summers ad uscire dal coma nel quale si trovava, rimanendo imprigionato anche lui dalla controparte extra-dimensionale dell'X-Man, conosciuto come Mutante X. In seguito, sia Carter che Alex vennero salvati dal professor Xavier, che subito dopo richiese un colloquio privato con Annie per parlare del padre del bambino. Ancora oggi, l'identità del genitore è sconosciuta.
A seguito di un attacco della Nuova Confraternita dei mutanti malvagi, capitanata da Exodus, nel quale morì Sammy, Annie, senza consultarsi con il suo attuale compagno, vale a dire Alex Summers, decise di lasciare lo Xavier Institute considerandolo un luogo troppo pericoloso per farvi crescere il proprio bambino. Durante la loro fuga, venne mostrata la proiezione astrale di un volto accanto al viso di Carter, e quando la madre chiese il perché stesse parlando da solo, il bambino affermò di stare intrattenendo una conversazione con una vecchia amica. Tale amica, si ritiene essere la proiezione astrale di Cassandra Nova.

### House of M
Dopo gli eventi dell'M-Day, non è dato sapere se Carter abbia mantenuto o meno i propri poteri.

## Poteri e abilità
La mutazione di Carter consiste una debole forma di telecinesi e telepatia, anche se ancora non si conosce la piena portata dei suoi poteri.